# Bum Co
Bum Co (kinesiska: Ben Cuo, 本错) är en sjö i Kina. Den ligger i den autonoma regionen Tibet, i den sydvästra delen av landet, omkring 750 kilometer öster om regionhuvudstaden Lhasa. Trakten runt Bum Co består i huvudsak av gräsmarker.
Genomsnittlig årsnederbörd är 667 millimeter. Den regnigaste månaden är juli, med i genomsnitt 205 mm nederbörd, och den torraste är november, med 2 mm nederbörd.